# Przyklęk (roślina)
Przyklęk (Hypoxis L.) – rodzaj roślin należący do rodziny przyklękowatych (Hypoxidaceae), obejmujący ponad 90 gatunków występujących w strefie klimatu tropikalnego i subtropikalnego na wszystkich kontynentach z wyjątkiem Europy, przy czym większość gatunków pochodzi z południowej Afryki. Rośliny wykorzystywane są do celów spożywczych i jako lecznicze.

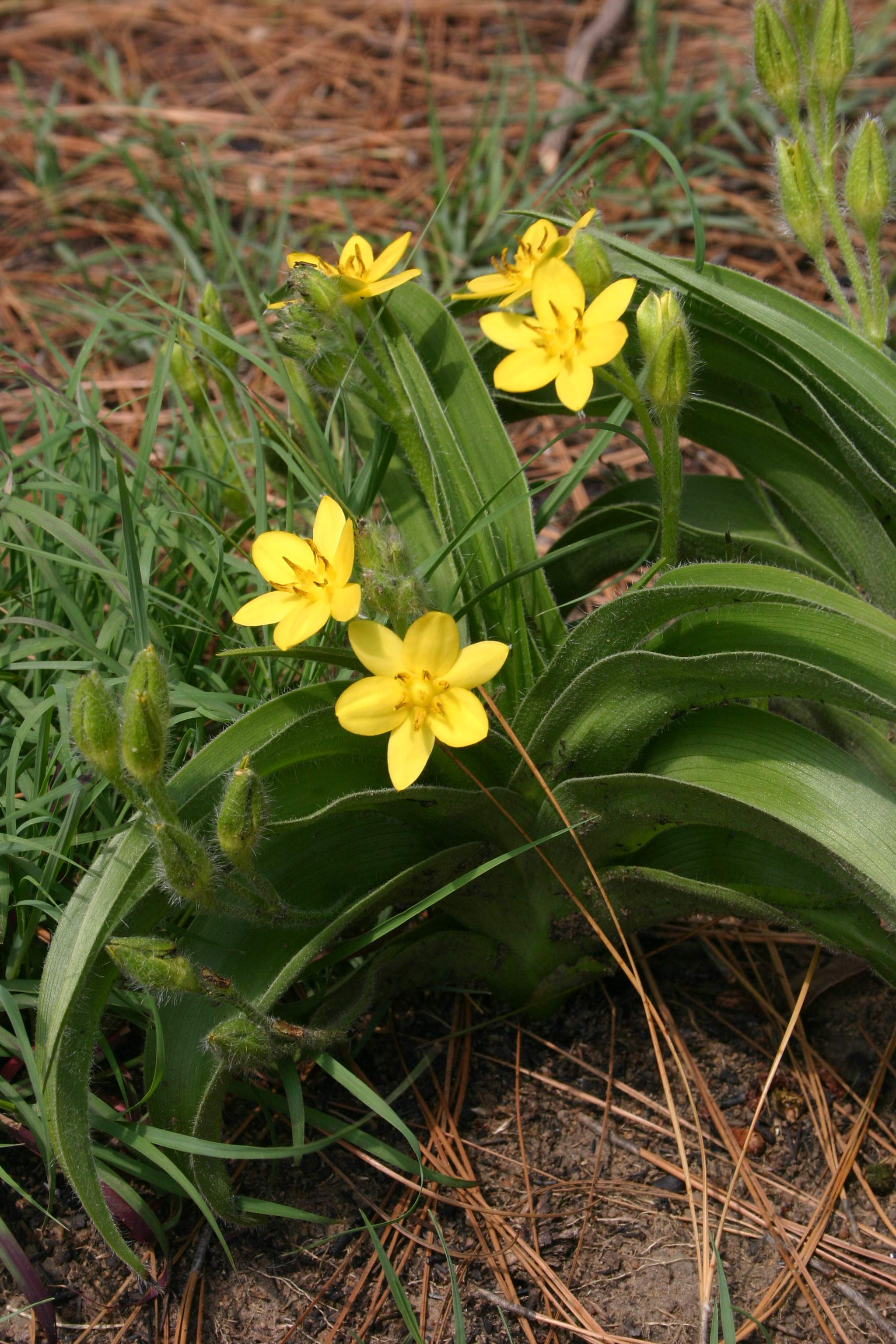
Hypoxis hemerocallidea

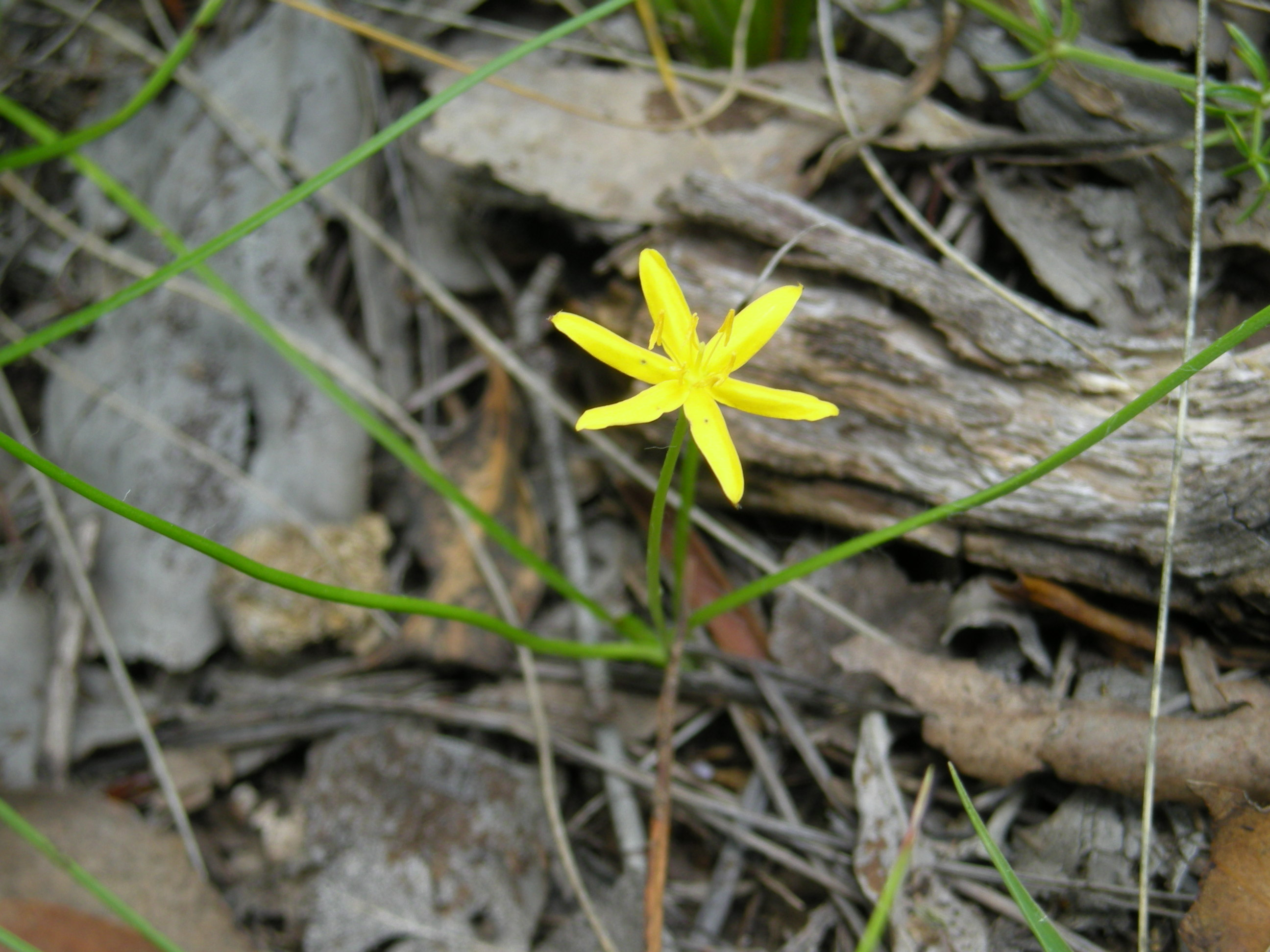
Hypoxis hygrometrica

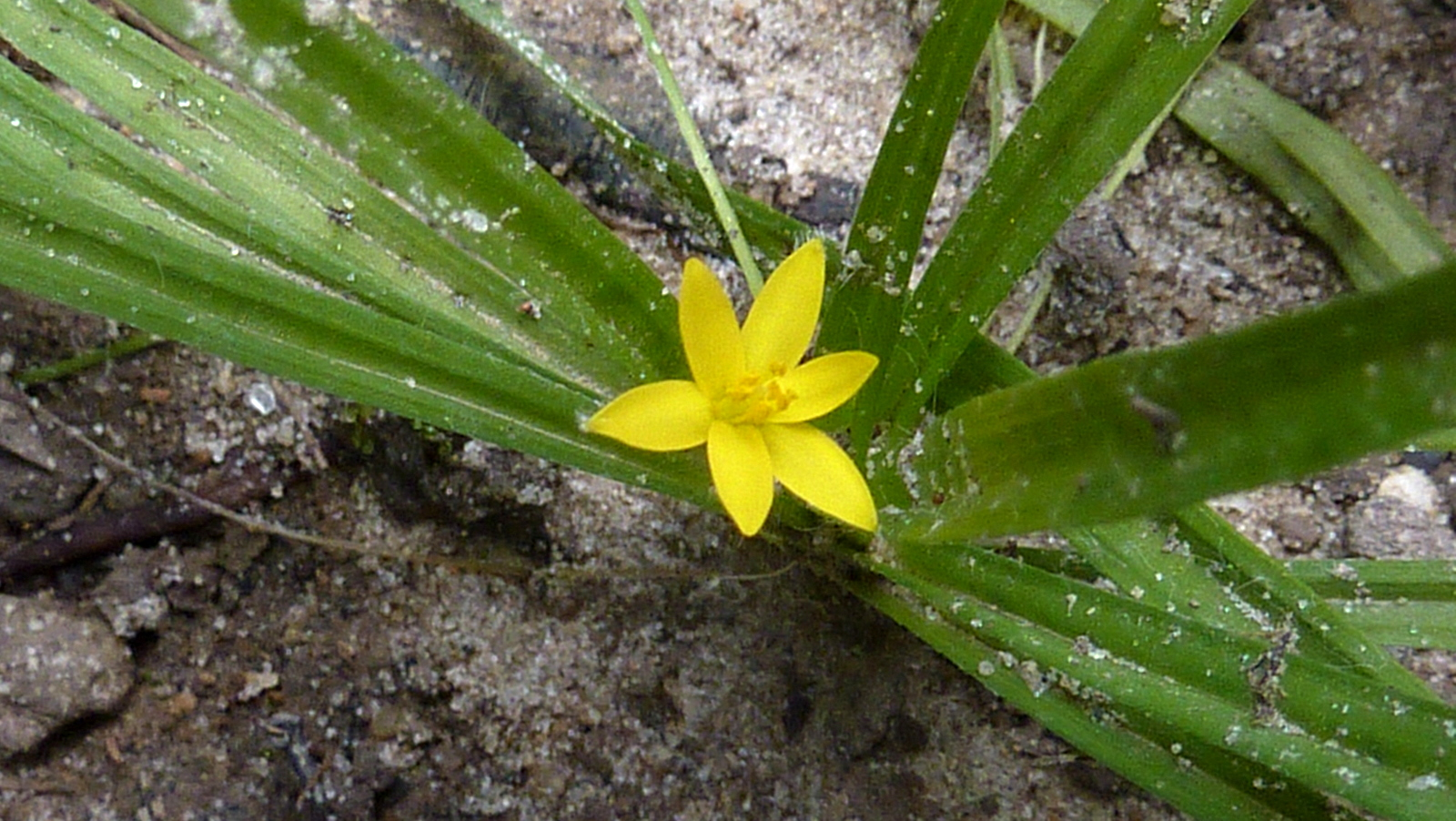
Hypoxis decumbens

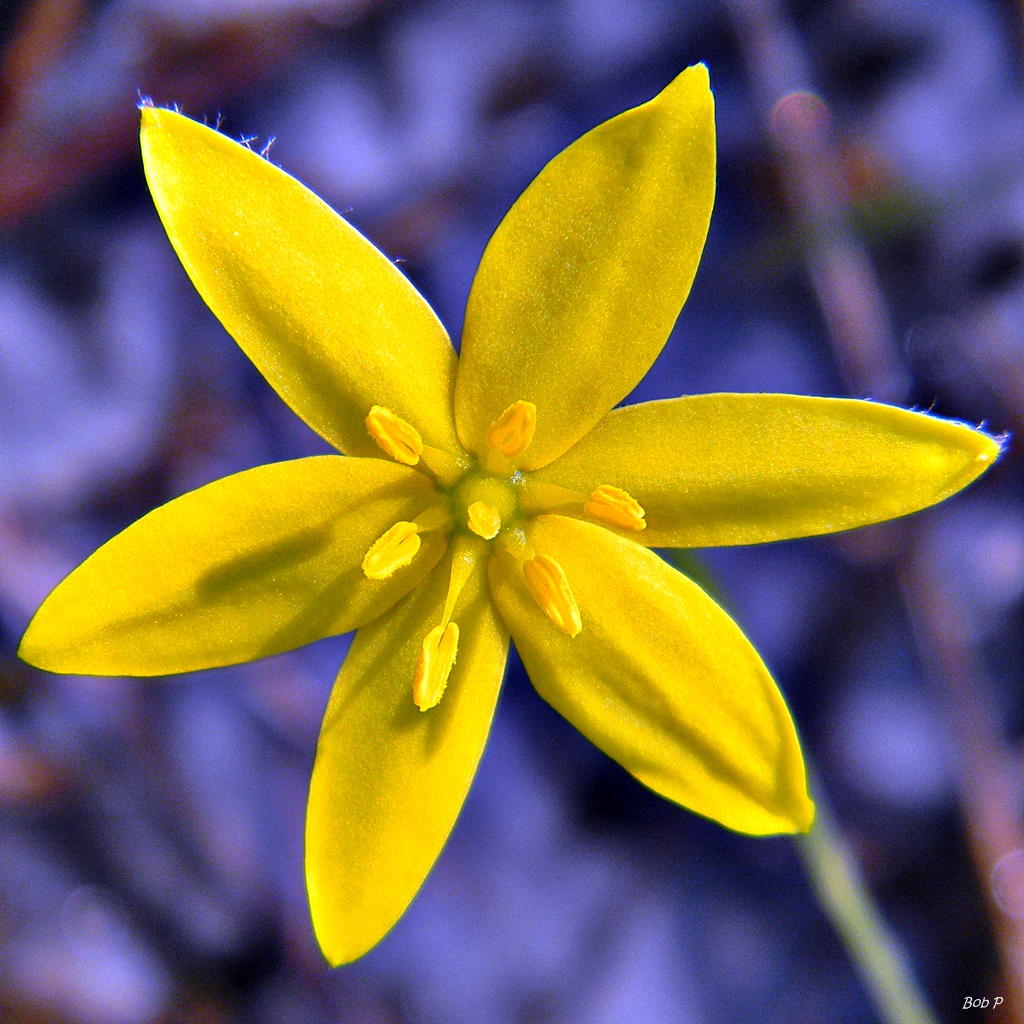
Kwiat Hypoxis juncea

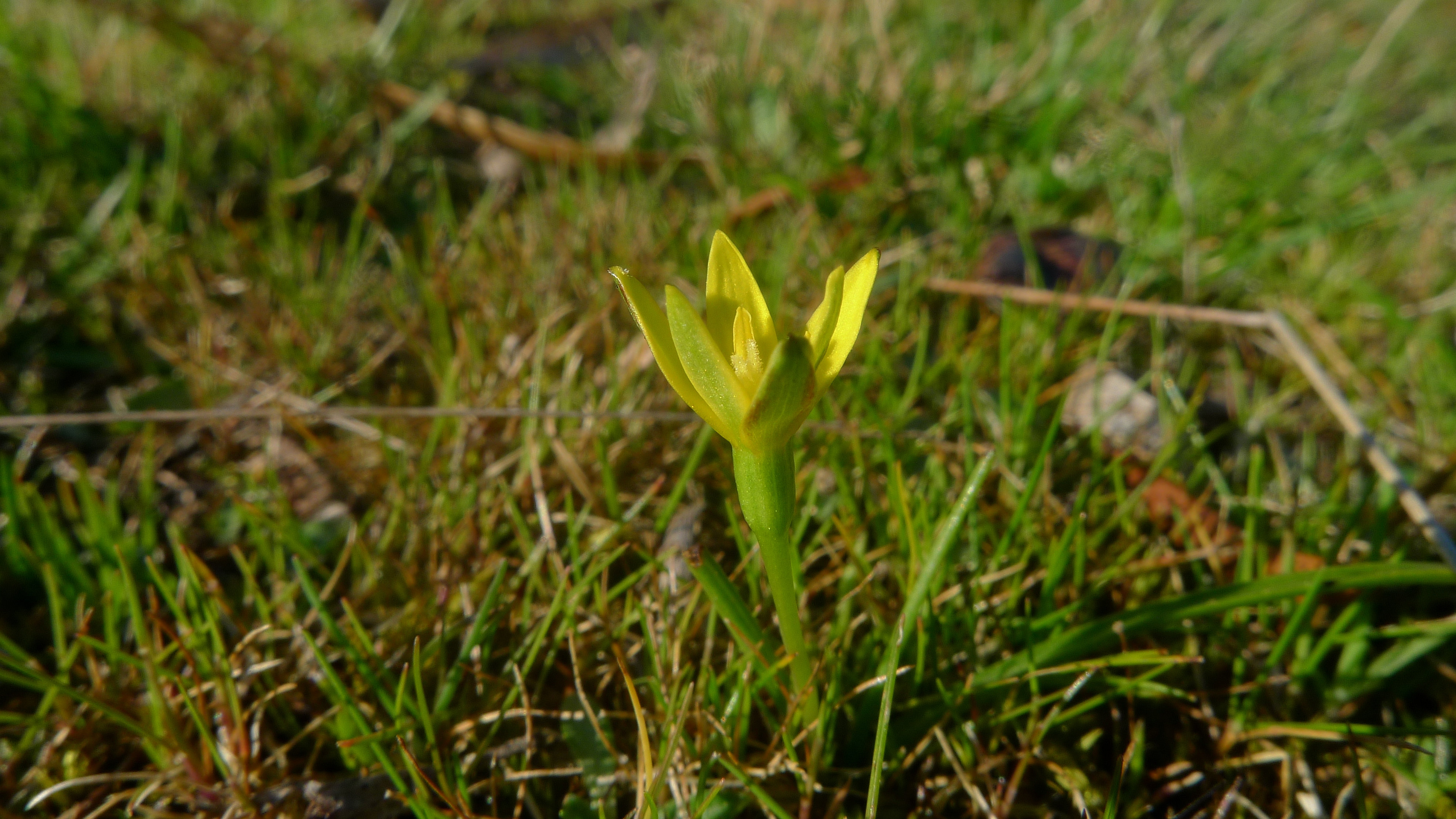
Hypoxis vaginata

## Morfologia
PokrójWieloletnie rośliny zielne, nagie, rzadko owłosione do gęsto omszonych, nierzadko owłosione szczeciniasto, z przynajmniej częścią włosków nieregularnie gwiazdkowatych. Z kłączem podziemnym, czasem bulwiasto zgrubiałym. Łodyga mięsista, podziemna, pionowo wzniesiona, z jej szczytu wyrasta głąbik z kwiatostanem.
LiścieTrawiaste, blaszka równowąska do szczeciniastej.
KwiatyOkwiat złożony z sześciu okazałych, rozpostartych listków, zwykle od spodu zielonkawych i owłosionych oraz żółtych od góry. Pręcików 6, rozpostartych, krótko połączonych u nasady. Zalążnia dolna, zwykle gęsto omszona lub owłosiona szczeciniasto, rzadko naga. Słupek prosto wzniesiony.
OwoceTorebki otoczone przez trwałe listki okwiatu, zawierające (5–)10–50 nasion. Nasiona odgrywają istotną rolę w identyfikacji gatunków. Są ± kulistawe, na ich łupinie wyraźnie widoczny jest znaczek (hilum) i okienko (mikropyle), poza tym łupina pokryta wyraźnymi kolczastymi wyrostkami, czasem z kulistymi gruzełkami lub połyskująca, błoniasta.

## Biologia i ekologia
RozwójWieloletnie geofity ryzomowe. Bulwy, osiągające 11 cm średnicy, pozwalają przetrwać roślinom okresy suszy i pożary. W okresie zimy pęd nadziemny niektórych gatunków zamiera, by wiosną rozwinąć się ponownie.
EkologiaRośliny zasiedlają różne siedliska od górskich po wybrzeża morskie, od suchych zbiorowisk trawiastych po wilgotne wąwozy. W centrum zróżnicowania tj. w Afryce, największa liczba gatunków spotykana jest na sawannach.

## Systematyka
Pozycja systematyczna wg Angiosperm Phylogeny Website (aktualizowany system APG IV z 2016)Klad okrytonasienne, klad jednoliścienne (monocots), rząd liliowce (Liliales), rodzina przyklękowate (Hypoxidaceae).
Pozycja systematyczna wg systemu TakhtajanaW systemie Taktajana z roku 1997 rodzaj został zaklasyfikowany do rodziny przyklękowatych (Hypoxidaceae) w rzędzie Hypoxidales Takht. W zrewidowanej wersji systemu z roku 2008 rodzina przyklękowatych została wyróżniona w rzędzie storczykowców Orchidales.
Gatunki
- Hypoxis abyssinica Hochst.
- Hypoxis acuminata Baker
- Hypoxis angustifolia Lam.
- Hypoxis argentea Harv. ex Baker
- Hypoxis arillacea R.J.F.Hend.
- Hypoxis aurea Lour.
- Hypoxis bampsiana Wiland
- Hypoxis camerooniana Baker
- Hypoxis canaliculata Baker
- Hypoxis catamarcensis Brackett
- Hypoxis colchicifolia Baker
- Hypoxis colliculata Sánchez-Ken
- Hypoxis costata Baker
- Hypoxis cuanzensis Welw. ex Baker
- Hypoxis curtissii Rose
- Hypoxis decumbens L.
- Hypoxis demissa Nel
- Hypoxis dinteri Nel
- Hypoxis domingensis Urb.
- Hypoxis exaltata Nel
- Hypoxis exilis R.J.F.Hend.
- Hypoxis filiformis Baker
- Hypoxis fischeri Pax
- Hypoxis flanaganii Baker
- Hypoxis floccosa Baker
- Hypoxis galpinii Baker
- Hypoxis gardneri R.J.F.Hend.
- Hypoxis gerrardii Baker
- Hypoxis glabella R.Br.
- Hypoxis goetzei Harms
- Hypoxis gregoriana Rendle
- Hypoxis hemerocallidea Fisch.
- Hypoxis hirsuta (L.) Coville
- Hypoxis humilis Kunth
- Hypoxis hygrometrica Labill.
- Hypoxis interjecta Nel
- Hypoxis juncea Sm.
- Hypoxis kilimanjarica Baker
- Hypoxis kraussiana Buchinger ex C.Krauss
- Hypoxis lata Nel
- Hypoxis lejolyana Wiland
- Hypoxis leucotricha Fritsch
- Hypoxis limicola B.L.Burtt
- Hypoxis longifolia Baker
- Hypoxis lucens McVaugh
- Hypoxis ludwigii Baker
- Hypoxis lusalensis Wiland
- Hypoxis malaissei Wiland
- Hypoxis marginata R.Br.
- Hypoxis membranacea Baker
- Hypoxis mexicana Schult. & Schult.f.
- Hypoxis monanthos Baker
- Hypoxis muhilensis Wiland
- Hypoxis multiceps Buchinger ex Baker
- Hypoxis neliana Schinz
- Hypoxis nervosa R.J.F.Hend.
- Hypoxis nivea Y.Singh
- Hypoxis nyasica Baker
- Hypoxis oblonga Nel
- Hypoxis obtusa Burch. ex Ker Gawl.
- Hypoxis occidentalis Benth.
- Hypoxis oligophylla Baker
- Hypoxis parvifolia Baker
- Hypoxis parvula Baker
- Hypoxis polystachya Welw. ex Baker
- Hypoxis potosina Brackett
- Hypoxis pratensis R.Br.
- Hypoxis protrusa Nel
- Hypoxis pulchella G.L.Nesom
- Hypoxis rigida Chapm.
- Hypoxis rigidula Baker
- Hypoxis robusta Nel
- Hypoxis sagittata Nel
- Hypoxis salina M.Lyons & Keighery
- Hypoxis schimperi Baker
- Hypoxis sessilis L.
- Hypoxis setosa Baker
- Hypoxis sobolifera Jacq.
- Hypoxis stellipilis Ker Gawl.
- Hypoxis suffruticosa Nel
- Hypoxis symoensiana Wiland
- Hypoxis tepicensis Brackett
- Hypoxis tetramera Hilliard & B.L.Burtt
- Hypoxis uniflorata Markötter
- Hypoxis upembensis Wiland
- Hypoxis urceolata Nel
- Hypoxis vaginata Schltdl.
- Hypoxis villosa L.f.
- Hypoxis wrightii (Baker) Brackett
- Hypoxis zeyheri Baker

## Nazewnictwo
Etymologia nazwy naukowejPochodzi od greckich słów υπο- (hypo) oznaczającego „pod” i οξύς (oxýs) znaczącego „ostry”, „kwaśny” i odnosi się do kształtu owocu.
Nazwy zwyczajowe w języku polskimIgnacy Rafał Czerwiakowski w wydanej w 1852 roku pracy Opisanie roślin jednolistniowych lekarskich i przemysłowych opisał rodzaj Hypoxis pod polską nazwą "przyklęk". Autor podał również polską nazwę gatunku H. erecta (obecnie uznany za synonim Hypoxis hirsuta) – "przyklęk wzniosły". W roku 1894 Erazm Majewski w Słowniku nazwisk zoologicznych i botanicznych polskich... podał trzy polskie nazwy rodzaju Hypoxis: "ptasie mleko", "przyklęk" i "twardosz". W Słowniku polskich imion rodzajów oraz wyższych skupień roślin z roku 1900 Józef Rostafiński wymienił dodatkowo nazwy "twardooczek" i "twardoczek". W wydanym w 2008 Słowniku roślin zielnych łacińsko-polskim Wiesława Gawrysia rodzaj nie został ujęty.

## Zagrożenie
Czerwona księga gatunków zagrożonych IUCN 2017-2
Gatunek Hypoxidia rhizophylla będący endemitem Seszeli uznany został za gatunek narażony (VU), natomiast Hypoxis malaissei, znany jedynie z dwóch lokalizacji: na północ od Lubumbashi w Kongo i w regionie Iringa w Tanzanii, ujęty został w Czerwonej Księdze Gatunków Zagrożonych IUCN ze statusem Data Defficient. Nie są znane zagrożenia, status i trendy w populacji tej słabo poznanej rośliny.

## Zastosowania
Rośliny spożywczeBulwy Hypoxis hygrometrica są spożywane po ugotowaniu. Ponieważ zawierają kryształy szczawianu wapnia nie powinny być jedzone na surowo. Liczne gatunki afrykańskie są źródłem pożywienia w okresach głodu.
Rośliny leczniczeWiele gatunków odgrywa istotną rolę w ziołolecznictwie wielu plemion afrykańskich. Najczęściej stosowane są przy dolegliwościach układu moczowo-płciowego, często przy przeroście gruczołu krokowego. Lekom wyrabianym z bulw Hypoxis przypisywane jest także działanie przeciwzapalne, łagodzące stany artretyczne oraz działanie leczące dolegliwości skóry.
Inne zastosowaniaNasiona Hypoxis hygrometrica są higrometryczne i mogą być wykorzystane w amatorskim przewidywaniu pogody.